# Giovanni Zamperlini
Giovanni Zamperlini (Zevio, 19 dicembre 1928 – Verona, 21 gennaio 1988) è stato un calciatore italiano, di ruolo attaccante.

## Carriera
Cresciuto nel settore giovanile dell'A.C Zevio, passa in seguito al Verona in Serie B, categoria in cui debutta nel 1948-1949, disputando con gli scaligeri quattro campionati cadetti per un totale di 80 presenze e 13 reti.
Nel 1952 passa al Palermo, con cui debutta in massima serie giocando 4 partite nella stagione 1952-1953.
Nel 1953-1954 gioca 26 partite in Serie B con il Messina, ed infine passa alla Sambenedettese in Serie C.